# BC Astana
Le BC Astana est un club kazakh de basket-ball basé à Astana. Le club évolue en première division du championnat.

## Résultats sportifs

### Palmarès
| Compétitions nationales | Compétitions internationales |
| - Championnat du Kazakhstan (5) - Vainqueur : 2012, 2013, 2014, 2015, 2017, 2018, 2019 - Coupe du Kazakhstan (5) - Vainqueur : 2012 (X2), 2013, 2014, 2017, 2018, 2019 | - Néant                      |

### Bilan saison par saison
| Saison    | Championnat national | Championnat national | Championnat national | Championnat national | Championnat national | Championnat national | Championnat national | Championnat national | Championnat national | Coupe du Kazakhstan | Compétitions régionales | Compétitions régionales | Compétitions régionales | Compétitions européennes | Compétitions européennes |
| Saison    | Niveau               | Division             | Classement           | Pts                  | MJ                   | V                    | D                    | %V                   | Playoffs             | Coupe du Kazakhstan | Compétition             | Classement              | Playoffs                | Compétition              | Résultat                 |
| --------- | -------------------- | -------------------- | -------------------- | -------------------- | -------------------- | -------------------- | -------------------- | -------------------- | -------------------- | ------------------- | ----------------------- | ----------------------- | ----------------------- | ------------------------ | ------------------------ |
| BC Astana |                      |                      |                      |                      |                      |                      |                      |                      |                      |                     |                         |                         |                         |                          |                          |
| 2011-2012 | I                    | KBC                  |                      |                      |                      |                      |                      |                      | Champion             | Vainqueur (X2)      | VTB United League       | 7e/9                    | -                       | -                        | -                        |
| 2012-2013 | I                    | KBC                  |                      |                      |                      |                      |                      |                      | Champion             | Vainqueur           | VTB United League       | 5e/10                   | 1/8e de finale          | -                        | -                        |
| 2013-2014 | I                    | KBC                  |                      |                      |                      |                      |                      |                      | Champion             | Vainqueur           | VTB United League       | 5e/10                   | 1/8e de finale          | -                        | -                        |
| 2014-2015 | I                    | KBC                  | 1er/4                | 30                   | 18                   | 12                   | 6                    | .667                 | Champion             | -                   | VTB United League       | 8e/16                   | 1/4 de finale           | C3                       | Last 16                  |
| 2015-2016 | I                    | KBC                  | 2e/5                 | 28                   | 16                   | 12                   | 4                    | .750                 | Finaliste            | -                   | VTB United League       | 15e/16                  | -                       | C3                       | Phase régulière          |
| 2016-2017 | I                    | KBC                  | 1er/3                | 32                   | 16                   | 16                   | 0                    | 1                    | Champion             | Vainqueur           | VTB United League       | 8e/13                   | 1/4 de finale           | -                        | -                        |
| 2017-2018 | I                    | KBC                  | 1er/5                | 32                   | 15                   | 16                   | 0                    | 1                    | Champion             | Vainqueur           | VTB United League       | 10e/13                  | -                       | -                        | -                        |
| 2018-2019 | I                    | KBC                  | 1er/7                | 72                   | 36                   | 36                   | 0                    | 1                    | Champion             | Vainqueur           | VTB United League       | 6e/14                   | 1/4 de finale           | -                        | -                        |

## Joueurs et personnalités du club

### Entraîneurs
Le tableau suivant présente la liste des entraîneurs du club depuis 2011.
| Rang | Nom                   | Période   |
| ---- | --------------------- | --------- |
| 1    | Matteo Boniciolli     | 2011-2013 |
| 2    | Aleksandar Trifunović | 2013-2015 |

| Rang | Nom                 | Période   |
| ---- | ------------------- | --------- |
| 3    | Ramūnas Butautas    | 2015-2016 |
| 4    | Ilias Papatheodorou | 2016-2017 |

| Rang | Nom               | Période   |
| ---- | ----------------- | --------- |
| 5    | Kostas Flevarakis | 2017-2018 |
| 6    | Mikhail Karpenko  | 2018-     |

### Joueurs emblématiques
- Lukša Andrić